# Урага-вагга
Урага-вагга (пали: "Раздел "Змея") - первый раздел написанного на пали текста тхеравадинского буддизма Суттанипаты и приписываемого Сиддхартхе Гаутаме Шакьямуни Будде.
Называется так, поскольку в первой сутре описывается адепт, оставляющий всё мирское, "как змея (урага) сбрасывает свою отжившую шкурку". (См.:- Суттанипата, Урагавагга,1)
Написан стихами и ритмической прозой. Содержит проповеди и речения Будды Шакьямуни в форме 12-ти сутт (сутр) и 220 афоризмов (строф). (См.: Суттанипата).
Палийский текст отличается сочетанием простоты, доступности и благородства изложения (Рис-Дэвидс, Т. У. "Палийская литература" (англ.) с. 983).
Сутты данного раздела Суттанипаты ориентируют бхиккху (прежде всего они - это явствует из контекста - написаны для буддийских монахов), а также мирян на достойную, "сдержанную жизнь" (см. Суттанипата, Урага-вагга, 8).
Сутты эти имеют параллели в тибетском каноне (речь об Уданаварге, состоящей примерно из тысячи сутр (афоризмов), и входящей в тибетский канон, составленный в 8 — 14 в. в. н. э.).
Будда произносил свои проповеди на протяжении примерно сорока лет - и в данном разделе Суттанипаты (Урагавагга) не наблюдается хронологической последовательности высказываний основателя буддизма, однако, в отличие, например, от Дхаммапады, представляющей собой собрание относительно разрозненных афоризмов Будды Сиддхартхи Гаутамы Шакьямуни, данный раздел содержит цельные "тексты" проповедей, произнесённых по конкретным поводам (так, по крайней мере, говорит традиционный комментарий к Суттанипате\Урагавагге).
Часть проповедей произнесена во время сезона дождей, когда бхиккху (монахи) собирались в вихары (санскр.: букв."обитель"), где проводили время с примерно с июля по октябрь (во время сезона дождей), изучая речения Просветлённого и обдумывая их, занимаясь медитативными практиками. См. Суттанипата, 18 - 34.
Виджайя-сутта (Сутта-победы) из рассматриваемого раздела Суттанипаты \Урага-вагга\ рассматривает нечистоту человеческого тела, призывая к победе над страстями (Суттанипата, 190 - 205). Принято считать, что в рамках концентрации на нечистоте умершего тела, и т. п. Будда рекомендовал такие медитации как норму медитативной жизни. Однако, российский исследователь и переводчик палийских текстов А. Парибок (см. Милиндапаньха, Послесловие А.Парибка, с 436), отмечает, что такого рода медитации категорически не рекомендовались людям, склонным к депрессиям и ипохондрии - у Будды были совершенно разные средства, включая медитативные упражнения, для разных типов людей. Медитации на трупах (вроде описанной в Урага-вагге (строфы 192- 206) рекомендовались людям со "страстными наклонностями", склонным, например, к сексуальным эксцессам, но отнюдь не всем бхиккху и мирянам ( ибо это вместо лекарства могло стать ещё большим злом) (См. Парибок в кн.:Милиндапаньха. Послесловие А. Парибка, с 459).
Совершенно безвредной считалась медитация на любящей доброте, позволявшая быстро установить гармоничные отношения с окружающими (Суттанипата\Урагавагга, 143–150. Marci Shimoff. Happy For No Reason)

## ЛИТЕРАТУРА
1.Суттанипата. Урагавагга. Пер. Н.И.  Герасимова. М.1983.
2.Рис-Дэвидс. Буддизмъ. СПб. 1899.
3.Словарь. Буддизм. М.1995.
4.Торчинов. Введение в буддологию. М 1999.
5. Милиндапаньха. Пер. А. Парибка .М.1989.
6. Shimoff M. Happy For No Reason. \ Simon and Schuster. 2008